# Platja de Sant Miquel

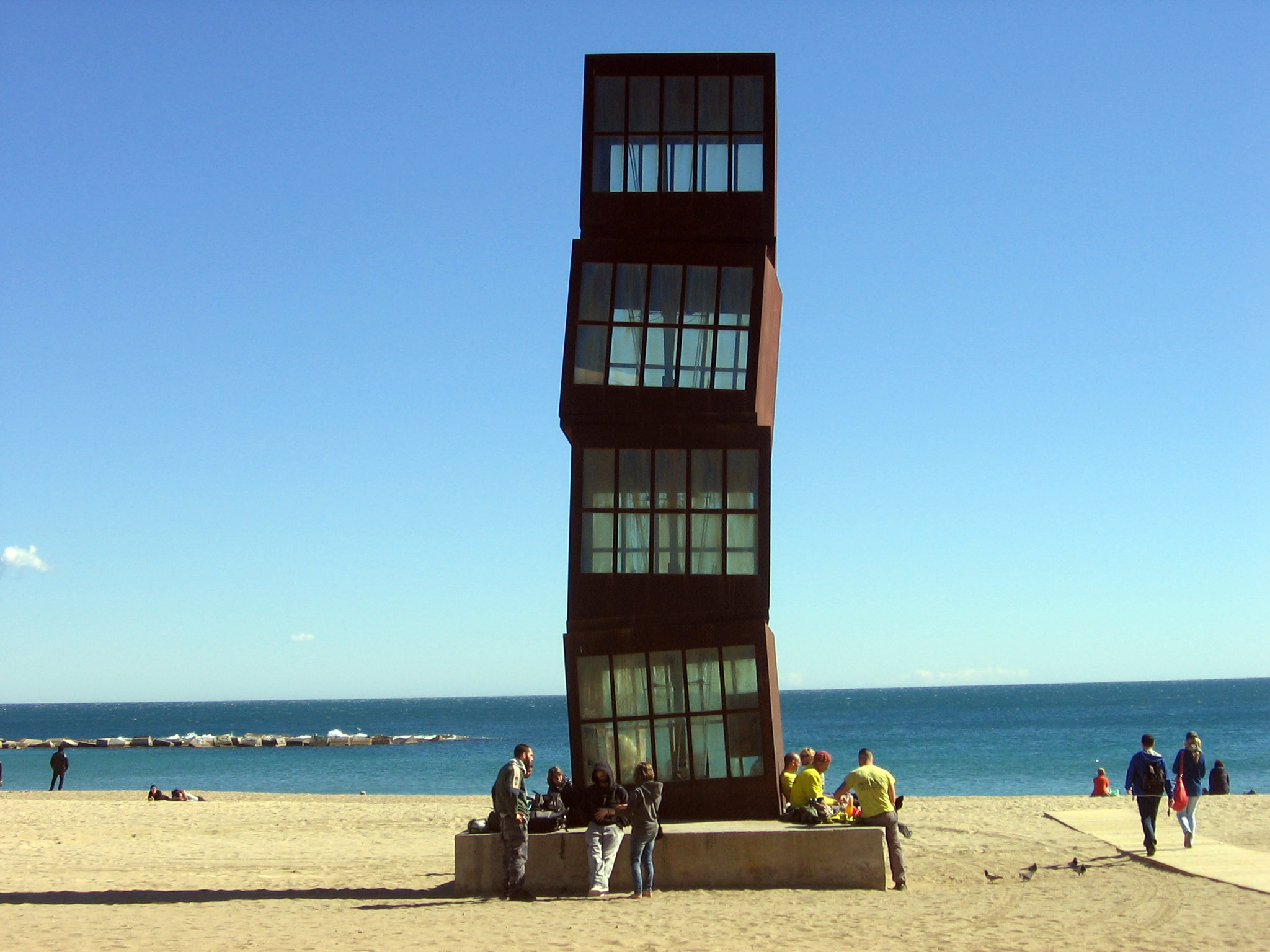
L'estel ferit

La platja de Sant Miquel és una platja de la Barceloneta (Barcelona), situada entre les platges de Sant Sebastià i la Barceloneta. Deu el seu nom a l'església de Sant Miquel del Port, construïda l'any 1755 al mateix barri.
La platja de Sant Miquel és una de les més antigues de la ciutat i té una llargada d'uns 420 metres per 48 d'amplada. La platja de Sant Miguel hi oneja la bandera "Ecoplayas" i la bandera blava com a reconeixement a la seva qualitat i serveis.
A la platja s'hi troba l'estel ferit, una escultura de Rebecca Horn formada per quatre cubs desencaixats de 10 metres d'altura total, la qual cosa ha propiciat que també sigui coneguda popularment com "els cubs". Està situada a la sorra de la platja, prop de la concfluència del carrer de la Mestrança amb el Passeig Marítim de la Barceloneta.